# رودودافني
رودودافني (Ροδοδάφνη) هي مدينة في أهيا في مقاطعة كينتريكي إلادا في اليونان.